# Galera Reial
La Galera Reial, construïda a Barcelona, va ser la gran galera del seu temps i el vaixell insígnia de Joan d'Habsburg a la batalla de Lepant (1571), la major batalla que coneixem de la història de les galeres, en la qual l'estol de la Lliga Santa, l'aliança de les potències cristianes del Mediterrani, va derrotar l'estol de l'Imperi Otomà sota el comandament de Müezzinzade Ali Paixà.

## Història

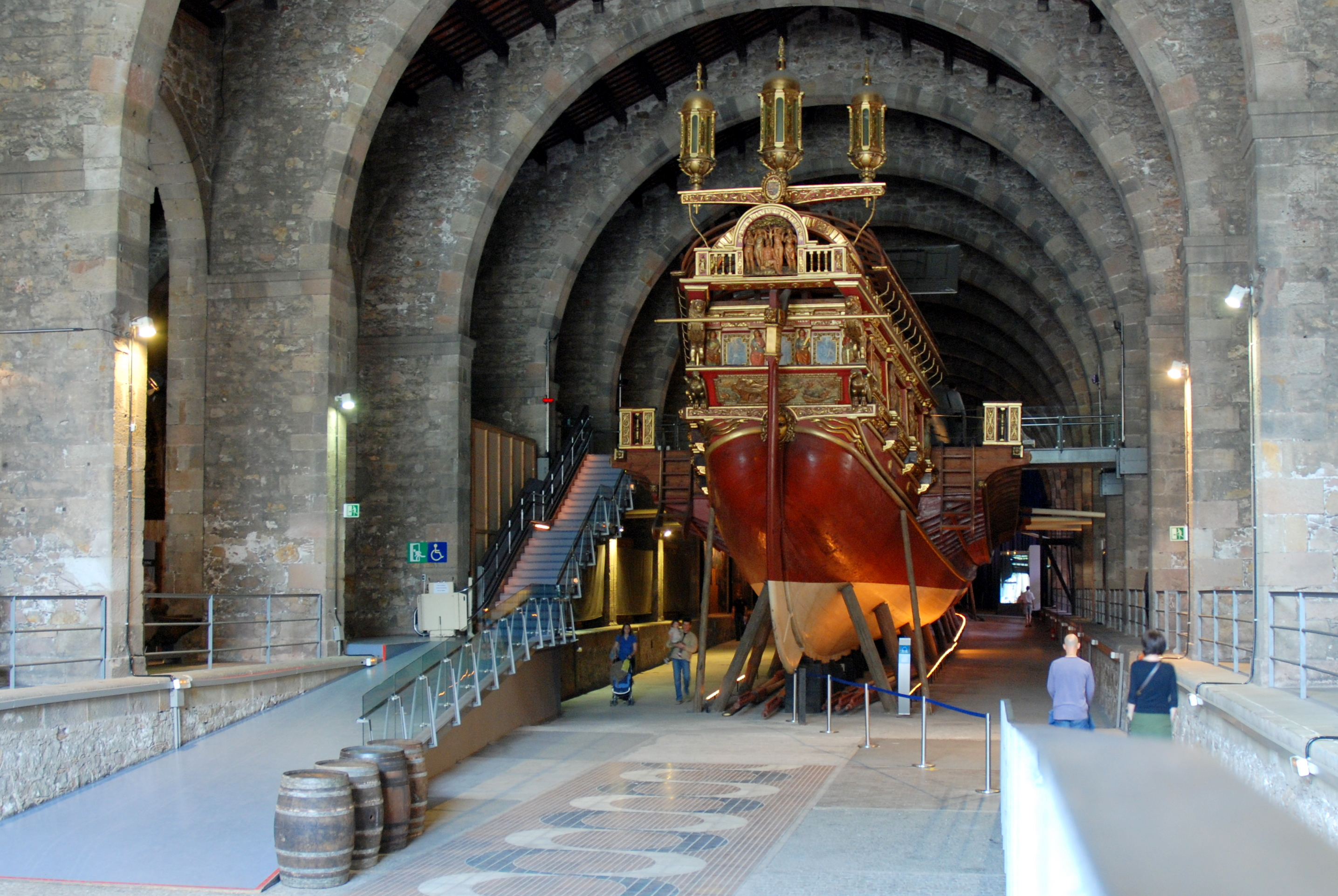
Rèplica construïda al Museu Marítim de Barcelona.

La Real i la galera turca Sultana, insígnia de Müezzinzade Ali Paixà, es van enfrontar en un combat directe. La Sultana  va ser abordada i capturada, després d'una hora i mitja de sagnant combat, amb el suport de dos vaixells amb reforços de les seves respectives flotes. Ali Paixà va ser greument ferit per un mosquet, i al caure sobre coberta, va ser decapitat per un soldat espanyol, i mostrat el seu cap amb una pica, fet que va afectar greument la moral de les seves tropes. La Real va capturar la "Gran bandera del califa" i es va convertir en el símbol de la victòria de Lepant.
Durant la batalla de Lepant, per ajudar a maniobrar el gran vaixell durant la batalla, dues galeres l'empenyien per la popa.
La galera, pel fet de ser el vaixell insígnia, estava luxosament ornamentada i pintada de vermell i or. A la popa hi duia nombroses escultures, baixos relleus i altres ornaments, molts d'ells inspirats en temes religiosos, el disseny dels quals va ser encarregat a l'escriptor i humanista sevillà Juan de Mal Lara i que es va portar a terme en uns tallers sevillans. En Mal Lara va complir la comissió a més a més detallant-la en la Descripción de la popa de la galera real del serenísimo señor don Juan de Austria, capitán general del mar, llibre que va ser clau per a crear la rèplica indicada més avall.
La galera es va enfonsar probablement a la rodalia de Messina a principis de 1572, quan Felip II de Castella va informar al seu germà Joan d'Àustria que s'estava construint una nova galera reial.

## Actual rèplica
El 1971, per commemorar el 400è Aniversari de la batalla, i per iniciativa del llavors director del Museu Marítim de Barcelona, José María Martínez-Hidalgo, amb la col·laboració del conservador Laureà Carbonell, es va construir una rèplica de La Reial a partir de l'estudi fet pel director i documents d'època.
La rèplica es va fer in situ per artesans dels Astilleros Cardona, de la Barceloneta, i decorada per l'escultor Gabriel Alabert i els pintors Francisco Ribera i Joan Tomàs Diego, sempre assessorats per personal tècnic del Museu Marítim de Barcelona. Dita rèplica es troba a una de les naus del Museu, i pot ser visitada en visita lliure o guiada.